# Engelhartszell
Engelhartszell ist eine Marktgemeinde mit 906 Einwohnern (Stand 1. Jänner 2025) im Bezirk Schärding im österreichischen Innviertel in Oberösterreich.
Die Gemeinde liegt im Gerichtsbezirk Schärding und ist bekannt für das hier befindliche Trappistenkloster Engelszell.

## Geografie
Engelhartszell liegt im Oberen Donautal auf 302 m Höhe im Innviertel. Die Ausdehnung beträgt von Nord nach Süd 9,2 km, von West nach Ost 7,4 km. Die Gesamtfläche beträgt 18,83 km², 57,4 % der Fläche sind bewaldet, 28,2 % der Fläche sind landwirtschaftlich genutzt.
Der Hauptort der Gemeinde ist Engelhartszell.

### Gemeindegliederung
Das Gemeindegebiet umfasst folgende acht Ortschaften (in Klammern Einwohnerzahl Stand 1. Jänner 2025):
- Engelhartszell (464)
- Engelszell (115)
- Kronschlag (11)
- Maierhof (59) samt Fürling, Roning und Rotzenedt
- Oberranna (15)
- Ronthal (26)
- Saag (18)
- Stadl (198) samt Schöfberg und Stadl-Zerstreute Häuser

Die Gemeinde besteht aus den Katastralgemeinden Engelhartszell und Stadl.

### Nachbargemeinden
| Untergriesbach (Niederbayern, D) |                                             | Neustift im Mühlkreis (Bezirk Rohrbach)                        |
| Vichtenstein St. Roman           | Kompassrose, die auf Nachbargemeinden zeigt |                                                                |
| Kopfing im Innkreis              | Sankt Aegidi                                | Hofkirchen im Mühlkreis (Bezirk Rohrbach) Waldkirchen am Wesen |

## Geschichte

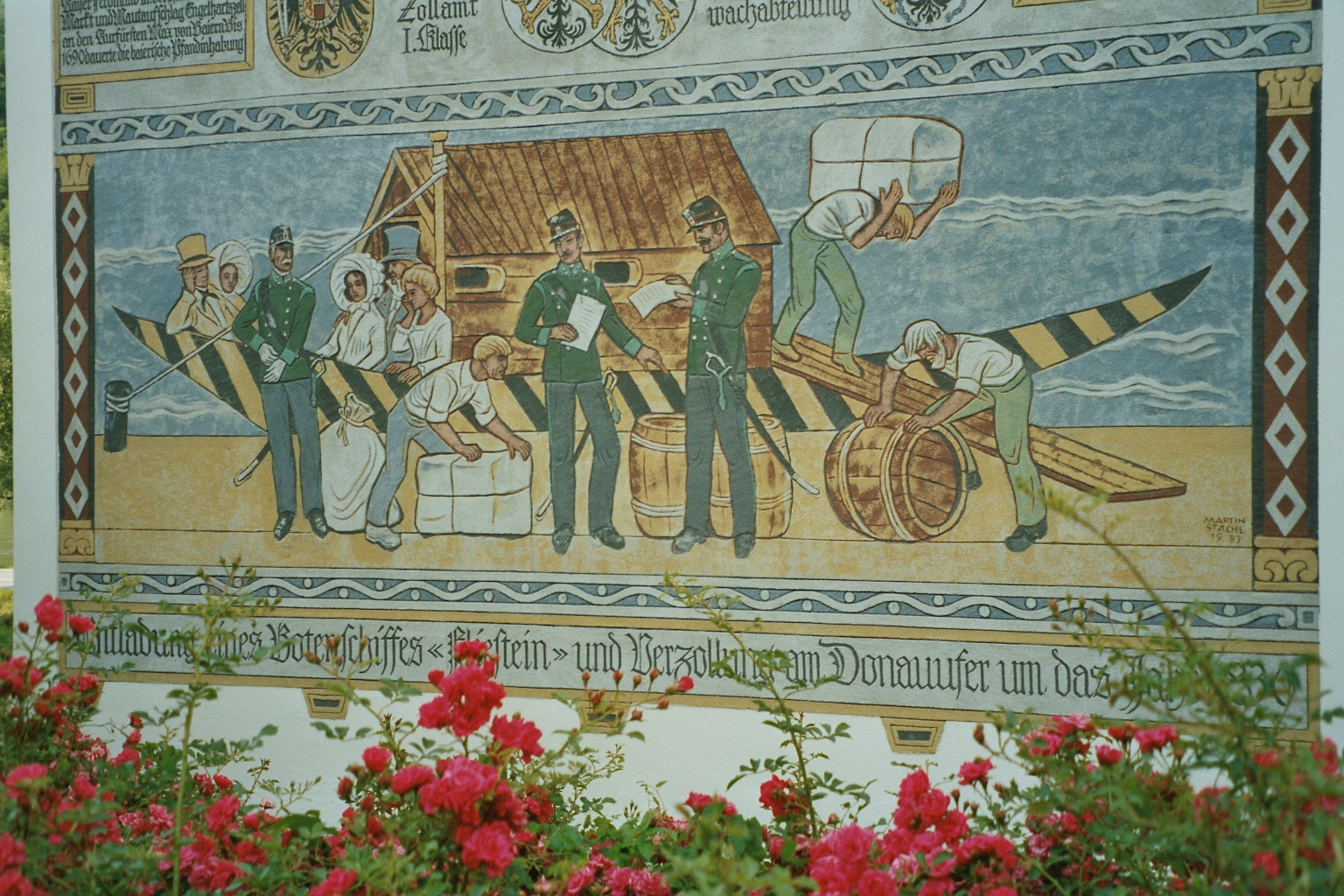
Gemälde am Schifferhaus Engelhartszell (Warenverzollung um 1830)

Die Siedlungsspuren in der Region gehen bis auf die Römerzeit zurück. Im Itinerarium Antonini, einem römischen Straßenverzeichnis aus dem 2. Jahrhundert n. Chr., wird der Ort als Station Stanacum angeführt.
Im Jahre 1840 wurden im Ortsteil Oberranna vom Schlögener Grabungsverein beim ehemaligen Gasthaus Wagner römische Mauerreste entdeckt. Sie lagen direkt am römischen Limes (heute die Nibelungen Straße). Die Funktion als Grenzbefestigung ist seit den Grabungen von 2017 zweifelsfrei erwiesen. Es handelt sich dabei um einen spätantiken Burgus, der in einem seiner Türme eine Thermenanlage eingebaut hatte. Engelhartszell wurde erstmals im Jahr 1194 urkundlich erwähnt. Das in der Nähe des Ortes liegende Stift Engelszell mit seiner Rokokokirche wurde 1293 durch Bischof Bernhard (Wernhart) von Prambach, ursprünglich als Zisterzienserkloster, gegründet. 1786 wurde Engelszell durch Kaiser Joseph II. aufgehoben, seit 1925 ist es das einzige Trappistenkloster in Österreich. Am 21. April 1854 betrat die künftige Kaiserin Elisabeth ("Sisi") auf ihrer Brautfahrt an der Schiffsanlegestelle Engelhartszell erstmals österreichischen Boden und wurde dort mit Jubel begrüßt. Seit 1958 besteht eine Freundschaft zwischen Engelhartszell und Sinzenich, die durch den Trappistenpater Ignatius Niederstein initiiert wurde und durch gegenseitige Besuche der örtlichen Musikkapellen zum Ausdruck kommt.

### Einwohnerentwicklung
1991 hatte die Gemeinde laut Volkszählung 1.160 Einwohner, 2001 dann 1.169 Einwohner. Die Zunahme erfolgte trotz negativer Geburtenbilanz wegen der positiven Wanderungsbilanz. Von 2001 bis 2011 waren beide Bilanzen negativ, sodass die Bevölkerungszahl auf 964 Personen im Jahr 2011 abnahm.

## Kultur und Sehenswürdigkeiten

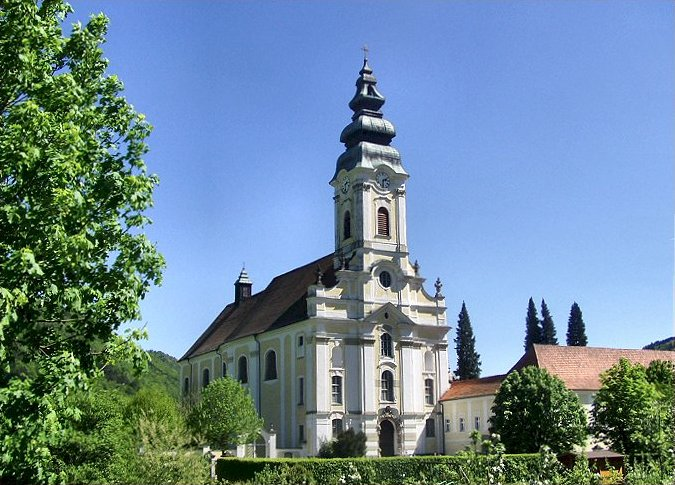
Fassade der Stiftskirche

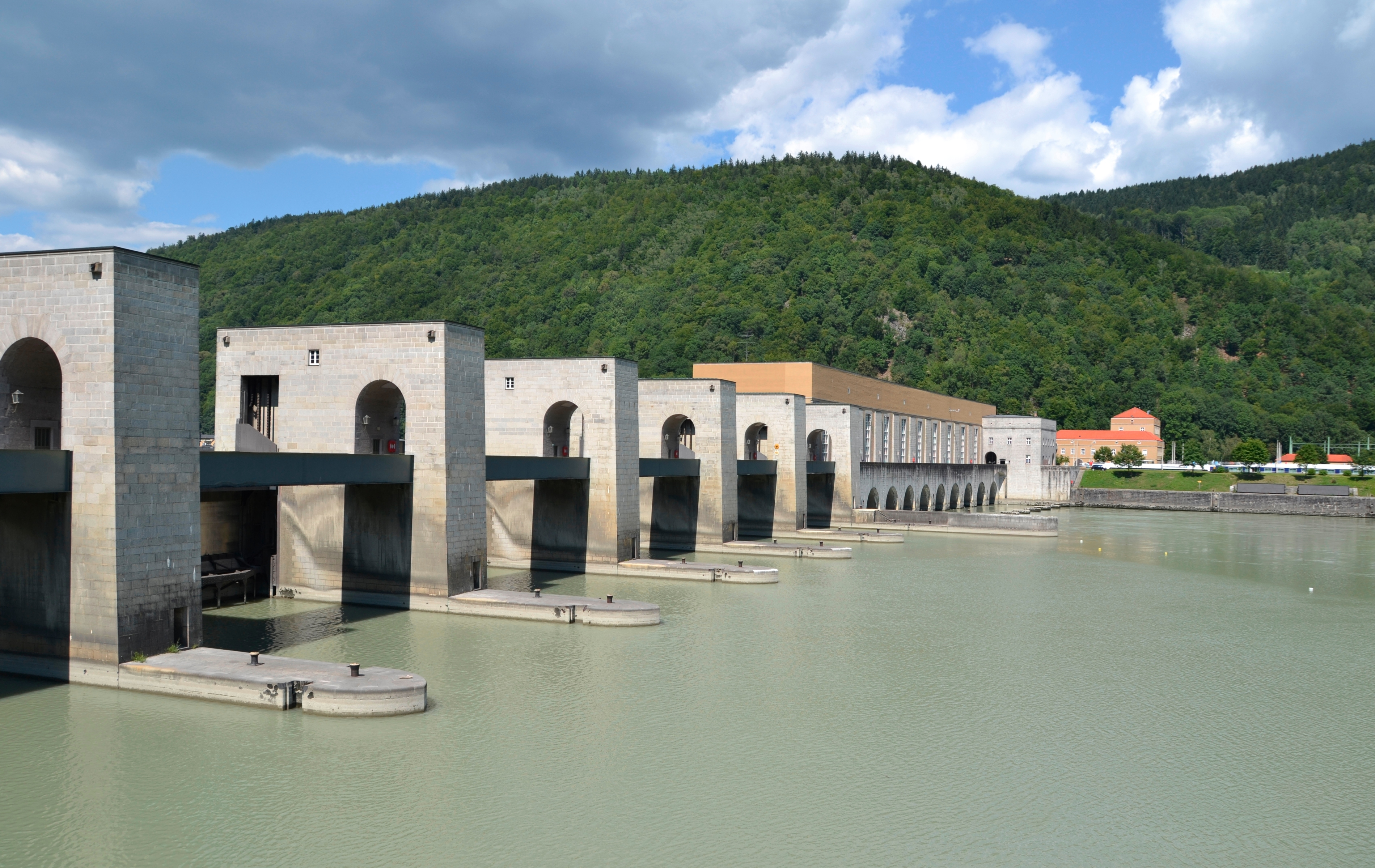
Kraftwerk Jochenstein

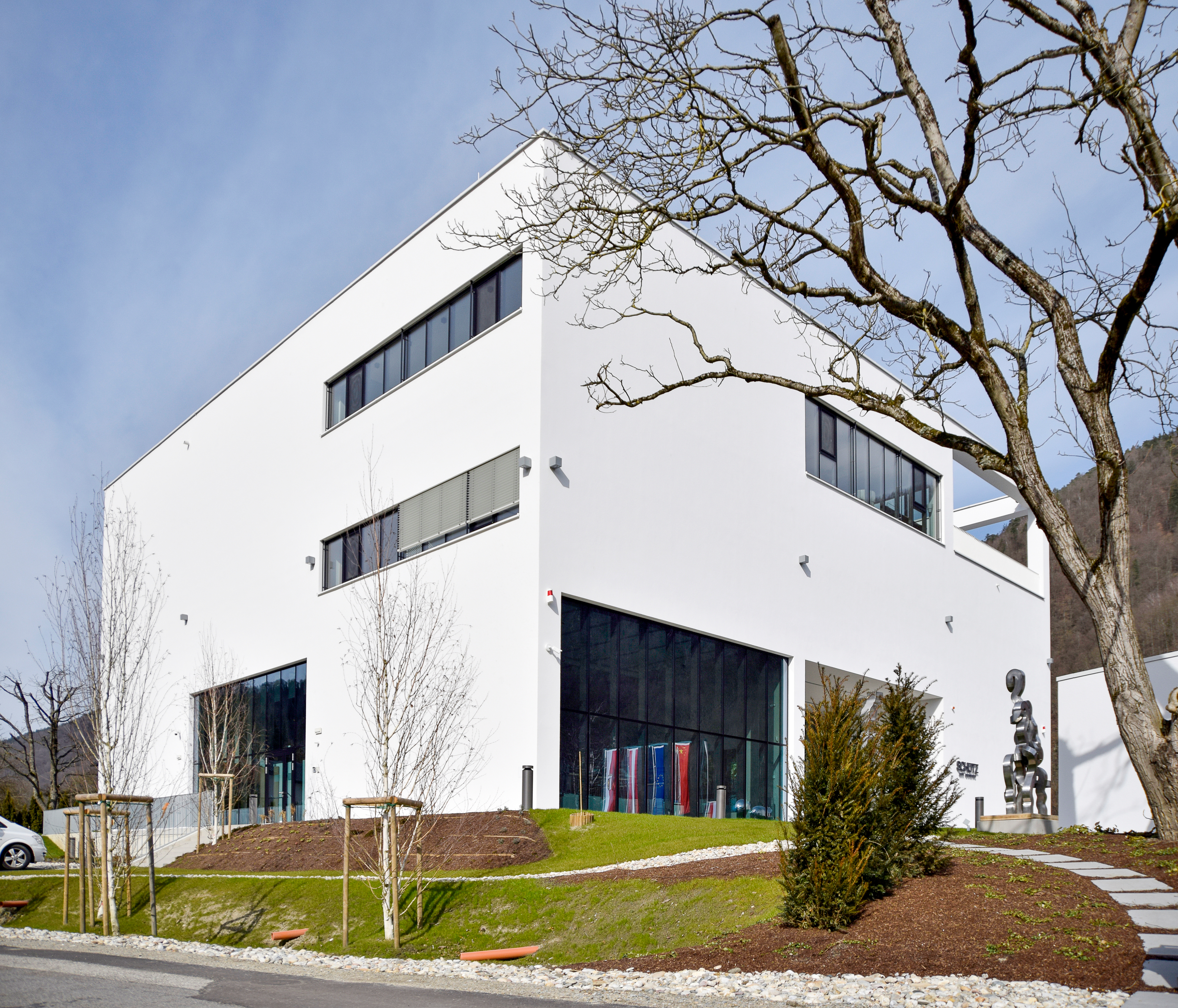
Das Schütz Art Museum

- Stift Engelszell: Das Stift wurde 1293 als Zisterzienserkloster gegründet. Heute ist es das einzige Trappistenkloster in Österreich.
- Pfarrkirche Engelhartszell: Spätgotische Kirche, Chor 1459, Langhaus 1503; Weihe 1509 durch Passauer Bischof Urban. Im 18. Jahrhundert barockisiert. An den Außenmauern sehenswerte alte Grabsteine.
- Filialkirche Stadl-Kicking
- Kaiserliches Mauthaus: Spätgotisches Gebäude mit einem Kellergewölbe aus dem 15. Jahrhundert. Das Gebäude befand sich damals an der Grenze des ehemaligen Kaiserreichs und diente der Grenzabfertigung der Donauschiffe. Heute: Nutzung als Kulturkeller für Ausstellungen und musikalische Darbietungen
- Römercastell Stanacum: Reste eines Römercastells (Teil des römischen Limes) mit vier Rundtürmen im Ortsteil Oberranna.
- Pestsäule: errichtet 1510
- Kraftwerk Jochenstein: errichtet 1952 bis 1956 nach Plänen von Roderich Fick
- Wassererlebnis Minidonau: Der Verlauf der Donau wird erlebbar gemacht, mit Großaquarium und Sinnesgarten[4]
- Schütz Art Museum – Klassische Moderne: 2020 fand der Spatenstich für das Museum des Kunsthändlers Josef Schütz und seiner Frau Irene Schütz statt.[5] Es beherbergt weit über 600 Werke der klassischen Moderne, darunter Arbeiten von Künstlern wie Egon Schiele, Oskar Kokoschka und Gustav Klimt. Daneben gibt es ein Artist-in-Residence-Programm, für das drei Ateliers zur Verfügung stehen.[6] Am 14. November 2021 wurde das Schütz-Museum als weltweit erstes Nullenergie-Museum eröffnet.
- Hufschmiede von 1494, als Museum[7]

## Wirtschaft und Infrastruktur

### Verkehr

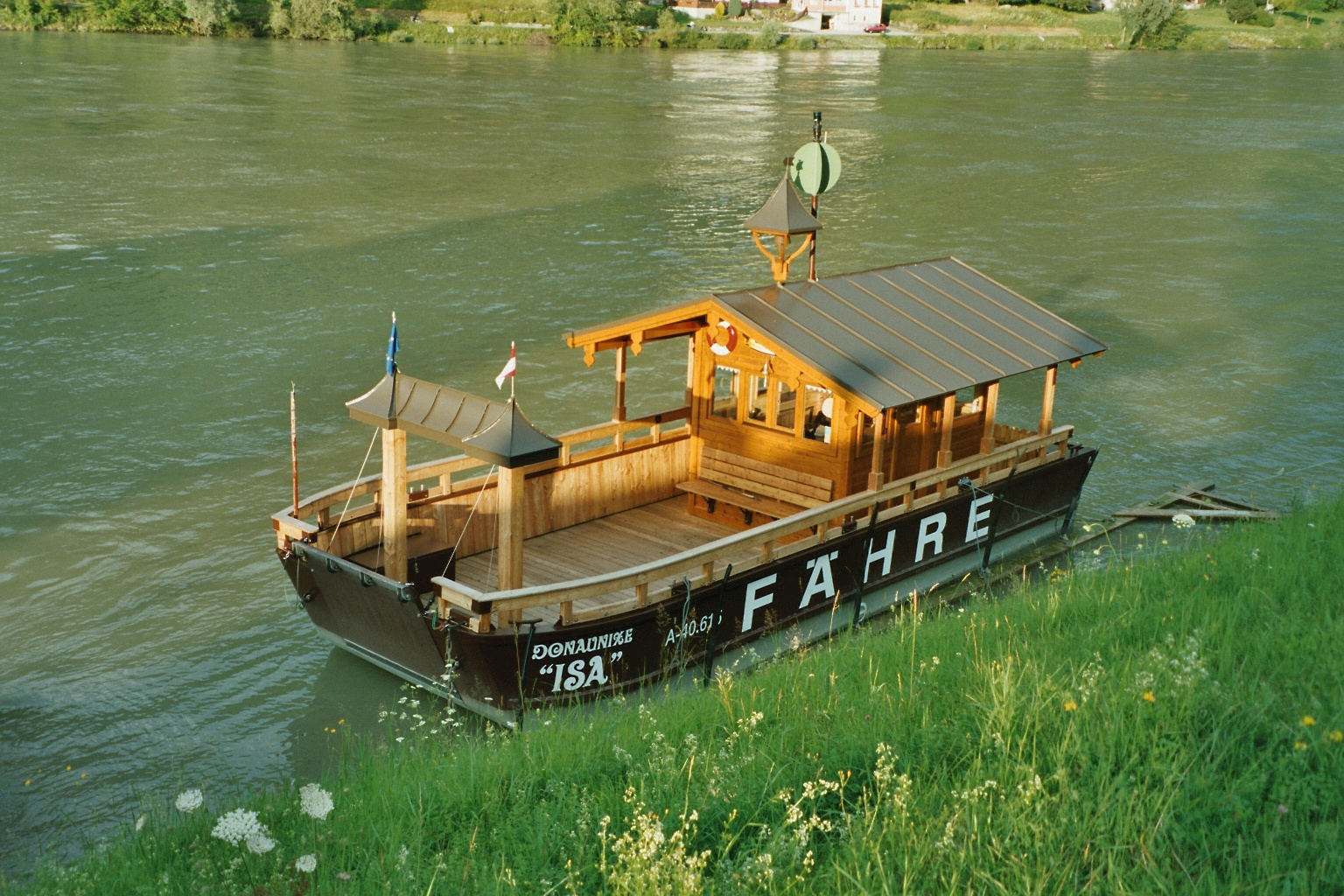
Fußgängerfähre Donaunixe Isa

Engelhartszell liegt an der Nibelungen Straße B 130, die von Eferding nach Passau führt.
Fußgängerfähre Engelhartszell–Jochenstein: Bei Engelhartszell quert eine Fähre namens Donaunixe Isa die Donau nach Jochenstein in Bayern. Sie ist nur in der Sommersaison in Betrieb und befördert ausschließlich Fußgänger sowie Radfahrer. Letztere, die auf der nördlichen Donauradweg-Variante unterwegs sind, nutzen sie auch zum Besuch von Stift Engelszell.

### Ansässige Unternehmen
1956 wurde im Gemeindegebiet, etwa einen Kilometer nordwestlich des Ortes, das Donaulaufkraftwerk Jochenstein errichtet. Eine Niederlassung des international tätigen Unternehmens Faber-Castell erzeugt hier Tinten und Textmarker.

### Bildung
In der Marktgemeinde betreibt die Pfarrcaritas einen Kindergarten. Es gibt eine Volksschule und eine Landesmusikschule. Von 1906 bis 1978 wurde der Kindergarten von den Kreuzschwestern betreut, die während der NS-Zeit aus ihrem Haus ausquartiert wurden.

### Pflege
Die Caritas Oberösterreich bietet alten Menschen das Seniorenwohnhaus St. Bernhard an. Von 1939 bis 1997 ging dieser Einrichtung eine Fürsorgeanstalt voraus, die ab 1945 in der Trägerschaft der Trappisten von Barmherzigen Schwestern betreut wurde und über einen eigenen Friedhof verfügte.

## Politik

### Bürgermeister
- 1919–1922 Karl Mühlböck
- 1922–1933 Josef Leithner
- 1933–1938 Anton Luger
- 1938–1945 Robert Bräuer-Mocker
- 1945–1946 Anton Luger
- 1946–1949 Josef Scherer
- 1949–1967 Karl Frierß
- 1967–1967 Josef Greiner
- 1967–1979 Alois Beger
- 1979–2002 Friedrich Bernhofer (ÖVP)
- seit 2002 Roland Pichler (ÖVP)

### Wappen
Blasonierung: „In Rot eine goldene, eingebogene Spitze, mit dem schwarzen Antiqua-Versalbuchstaben E belegt; in den Oberwinkeln je ein silberner, sechsstrahliger Stern.“
Die Gemeindefarben Rot-Gelb-Rot wurden 1987 verliehen.

## Persönlichkeiten

### Ehrenbürger der Gemeinde
- 1957: Benno Stumpf (1897–1966), Abt des Stiftes Engelszell 1953–1966

### Söhne und Töchter der Gemeinde
- Athanasius Recheis (1926–2006), Abt von Seckau
- Käthe Recheis (1928–2015), Kinder- und Jugendbuchautorin
- Rudolf Schasching (1957–2022), Opernsänger
- Christian Natschläger (* 1958), Designer, Zeichner und Plastiker

### Personen mit Bezug zur Gemeinde
- Hubert Bony (1938–2025), Superior des Stiftes Engelszell 2017–2023
- Gregor Eisvogel (1873–1950), Abt des Stiftes Engelszell 1931–1950
- Marianus Hauseder (* 1936), Abt des Stiftes Engelszell 1995–2012
- Käthe Herrmann-Bernhofer (1918–1997), Malerin
- Klaus Jansen (1922–2008), Abt des Stiftes Engelszell 1983–1989
- Willibald Knoll (1912–1984), Abt des Stiftes Engelszell 1986-1982
- Ingrid Nargang (1929–2019), Juristin und Zeithistorikerin